# Kontor
Et kontor (latin: officium) er en lokalitet, for eksempel et lokale, som er beregnet til at ansat og frivilligt personale, inden for det offentlige, private og foreninger, kan udføre administrative opgaver.
Størrelsen af kontorer kan variere fra små hjemmekontorer til store kontorlandskaber. Et kontor indeholder typisk skriveborde, stole til personale og eventuelle gæster, telefoner, computere, telefax etc. Store virksomheder vil ofte være etableret i et kontordomicil med kontorlokaler på flere tusinde kvadratmeter, imens små virksomheder ofte vil leje et mindre kontor eller en kontorplads i et kontorhotel. Freelancere og iværksætteres kontorer er ofte hjemmekontorer eller i såkaldte kontorfællesskaber, hvor flere deler kontor sammen.
For at kunne drive et kontor, er det nødvendigt, at det, i de pågældende lokaler, er tilladt at drive erhverv. Alt efter branche og virksomhedernes størrelse, kan kontorer se vidt forskellige ud. Nogle kontorer indeholder mange private, små kontorlokaler, mens andre primært består af et stort, såkaldt storrumskontor uden vægge mellem de enkelte arbejdsstationer. Herudover kan selve kontorets design have meget forskellige stil- og farvemæssige udtryk.
I 1800-tallet stod de ansatte ofte ved kontorpulten og skrev med fjerpen. Fysisk er det fordelagtigt at veksle mellem stående og siddende stilling ved skrivepulten. 

## Benævnelser for "kontor"
På engelsk kaldes kontor office, af latin officina (= værksted), oprindelig opificina, afledt af opifex (= håndværker). Ordet genkendes i dansk officin, som er den del af apoteket, hvor medicinen uddeles. 
På fransk bruges ordet bureau, som på tysk er blevet til Büro. Det er en afledning af bure, et gammelfransk ord for et groft uldstof, anvendt blandt andet til at trække datidens skriveborde med. Ordet "kontor" tager derimod udgangspunkt i latin - adjektivet putus (= ren, ublandet) og verbet putare (= beregne, ordne, rense). Deraf fik man verbet computare (= regne sammen), hvoraf ordet "computer", samt det franske substantiv comptoir (= disk, egentlig "stedet, hvor man betaler"), som på engelsk blev til counter.  På hollandsk blev comptoir til kontoor, og i den form kom ordet til de nordiske lande. 